# Anisodes ochricomata
Anisodes ochricomata är en fjärilsart som beskrevs av W. Warren 1904. Anisodes ochricomata ingår i släktet Anisodes och familjen mätare. Inga underarter finns listade i Catalogue of Life.